# Slalomeuropamästerskapen i kanotsport 1996
Slalomeuropamästerskapen i kanotsport 1996 anordnades den 29 augusti-1 september i Augsburg, Tyskland. 

## Medaljsummering

### Medaljtabell
| Pl.    | Nation    | Guld | Silver | Brons | Totalt |
| ------ | --------- | ---- | ------ | ----- | ------ |
| 1      | Tyskland  | 3    | 2      | 2     | 7      |
| 2      | Tjeckien  | 2    | 3      | 0     | 5      |
| 3      | Slovenien | 1    | 1      | 1     | 3      |
| 4      | Irland    | 1    | 0      | 0     | 1      |
| 4      | Schweiz   | 1    | 0      | 0     | 1      |
| 6      | Slovakien | 0    | 1      | 2     | 3      |
| 7      | Polen     | 0    | 1      | 1     | 2      |
| 8      | Österrike | 0    | 0      | 1     | 1      |
| 8      | Italien   | 0    | 0      | 1     | 1      |
| Totalt | Totalt    | 8    | 8      | 8     | 24     |

### Herrar
| Gren    | Guld                                                                                                   | Poäng  | Silver | Poäng  | Brons                                                                                     | Poäng  |
| C-1     | Simon Hočevar (SLO)                                                                                    | 119,40 | Sören Kaufmann (GER) | 122,06 | Martin Lang (GER)                                                                         | 122,36 |
| C-1 lag | Tyskland Sören Kaufmann Martin Lang Vitus Husek                                                        | 143,44 | Tjeckien Pavel Janda David Jančar Lukáš Pollert                                                                            | 162,18 | Slovenien Dejan Stevanovič Simon Hočevar Sebastjan Linke                                  | 165,00 |
| C-2     | Schweiz Peter Matti Ueli Matti                                                                         | 129,85 | Tjeckien Miroslav Šimek Jiří Rohan                                                                                         | 133,42 | Polen Krzysztof Kołomański Michał Staniszewski                                            | 135,55 |
| C-2 lag | Tyskland Andre Ehrenberg & Michael Senft Rüdiger Hübbers & Udo Raumann Manfred Berro & Michael Trummer | 168,27 | Polen Jarosław Nawrocki & Konrad Korzeniewski Andrzej Wójs & Sławomir Mordarski Krzysztof Kołomański & Michał Staniszewski | 177,02 | Slovakien Ľuboš Šoška & Peter Šoška Milan Kubáň & Marián Olejník Roman Štrba & Roman Vajs | 177,96 |
| K-1     | Ian Wiley (IRL)                                                                                        | 111,46 | Miroslav Stanovský (SVK)                                                                                                   | 116,45 | Jochen Lettmann (GER)                                                                     | 117,56 |
| K-1 lag | Tyskland Jochen Lettmann Thomas Becker Thomas Schmidt                                                  | 131,51 | Slovenien Miha Štricelj Andraž Vehovar Jure Pellegrini                                                                     | 134,84 | Österrike Günter Martinsich Manuel Köhler Helmut Oblinger                                 | 136,29 |

### Damer
| Gren    | Guld                                                          | Poäng  | Silver                                                        | Poäng  | Brons                                                               | Poäng  |
| K-1     | Marcela Sadilová (CZE)                                        | 131,22 | Štěpánka Hilgertová (CZE)                                     | 133,81 | Elena Kaliská (SVK)                                                 | 135,89 |
| K-1 lag | Tjeckien Marcela Sadilová Štěpánka Hilgertová Irena Pavelková | 156,10 | Tyskland Kordula Striepecke Evi Huss Elisabeth Micheler-Jones | 174,09 | Italien Maria Cristina Giai Pron Barbara Nadalin Lorenza Lazzarotto | 178,26 |